# IC 5262/1
IC 5262/1 је лентикуларна галаксија у сазвијежђу Јужна риба која се налази на листи објеката дубоког неба у Индекс каталогу.
Деклинација објекта је - 33° 53' 17" а ректасцензија 22h 55m 20,5s. Привидна величина (магнитуда) објекта IC 5262 износи 13,4 а фотографска магнитуда 14,3. IC 52621 је још познат и под ознакама ESO 406-20, MCG -6-50-9, IRAS 22525-3409, PGC 70007.